# Saint-Maurice-de-Satonnay
Saint-Maurice-de-Satonnay är en kommun i departementet Saône-et-Loire i regionen Bourgogne-Franche-Comté i östra Frankrike. Kommunen ligger i kantonen Lugny som tillhör arrondissementet Mâcon. År 2022 hade Saint-Maurice-de-Satonnay 484 invånare.

## Befolkningsutveckling
Antalet invånare i kommunen Saint-Maurice-de-Satonnay
| Referens: INSEE |